# Каваки
Каваки (на гръцки: Λευκότοπος, Левкотопос, до 1933 Καβάκι, Каваки) е село в Република Гърция, Егейска Македония, дем Висалтия, област Централна Македония. Селото има 273 жители според преброяването от 2001 година.

## География
Селото е разположено южно от град Сяр (Серес) в Сярското поле, на около 1,5 километър източно от Джинджос (Ситохори).

## История
В 1933 година селото е прекръстено на Левкотопос.